# Prosevania bumbana
Prosevania bumbana är en stekelart som först beskrevs av De Saeger 1943.  Prosevania bumbana ingår i släktet Prosevania och familjen hungersteklar. Inga underarter finns listade i Catalogue of Life.